# Veadeiro nacional
O veadeiro nacional, também chamado de veadeiro paulista, é uma antiga raça de cães de caça brasileira, outrora muito comum no Estado de São Paulo e que já foi utilizada em grande escala na caça do veado-campeiro. Quando as atividades de caça esportiva e caça comercial passaram a ser consideradas crime em território brasileiro, a popularidade destes cães caiu exponencialmente, chegando ao ponto de estar muito próxima da extinção.
A raça está sendo resgatada de sua quase extinção tendo utilidade na caça legal de javali, e apesar da semelhança de nomes, o veadeiro nacional é uma raça diferente do Veadeiro pampeano. 
A raça veadeiro nacional é reconhecida pela CBKC, SOBRACI e ALKC.

## História

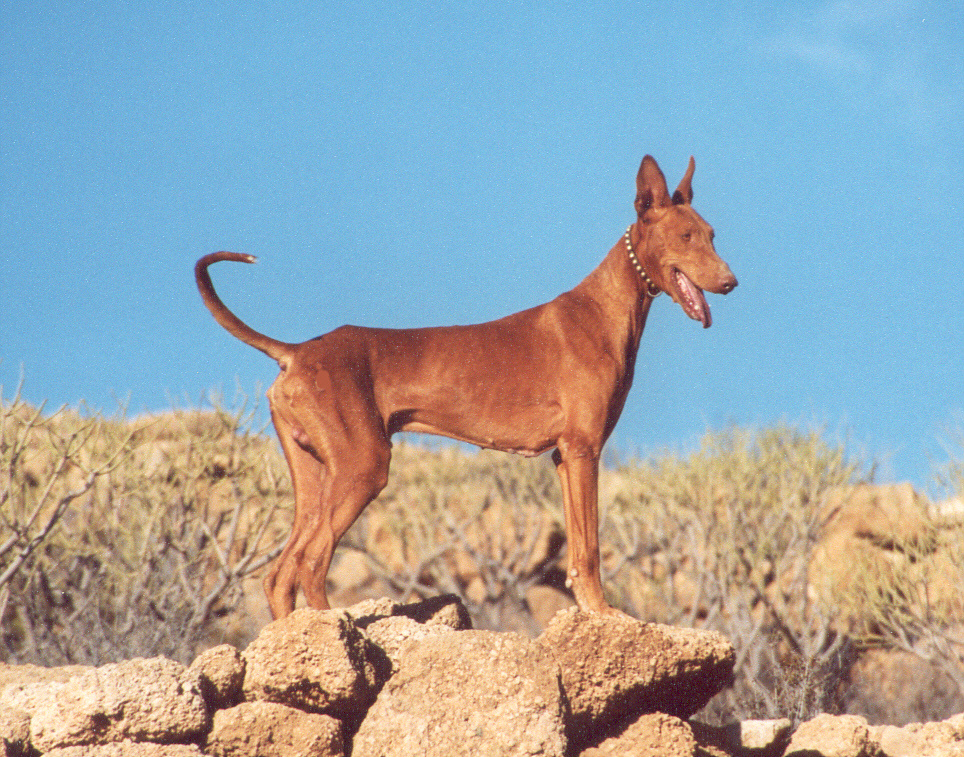
Cão podengo-canário da Espanha

O veadeiro paulista tem sua origem nos cães de caça trazidos pelos colonizadores portugueses, franceses e espanhóis em séculos passados, que eram cruzados pelos caçadores com cães aracambé, denominados de cães selvagens naquele período, para poderem obter uma raça mais apta e adaptada à caça nos biomas brasileiros. O resultado deste mister de genes, fez surgir um cão totalmente adaptado à caça em matas fechadas, tipo de cão que era incomum na época, visto que a maioria das raças europeias de caça, são adaptadas à caça em campos abertos, como os campos europeus.
Uma possível hipótese sobre sua origem seria a de que o veadeiro seja descendente de cães portugueses, africanos e indianos, trazidos pelos portugueses nas caravelas durante o período do Brasil Colônia.

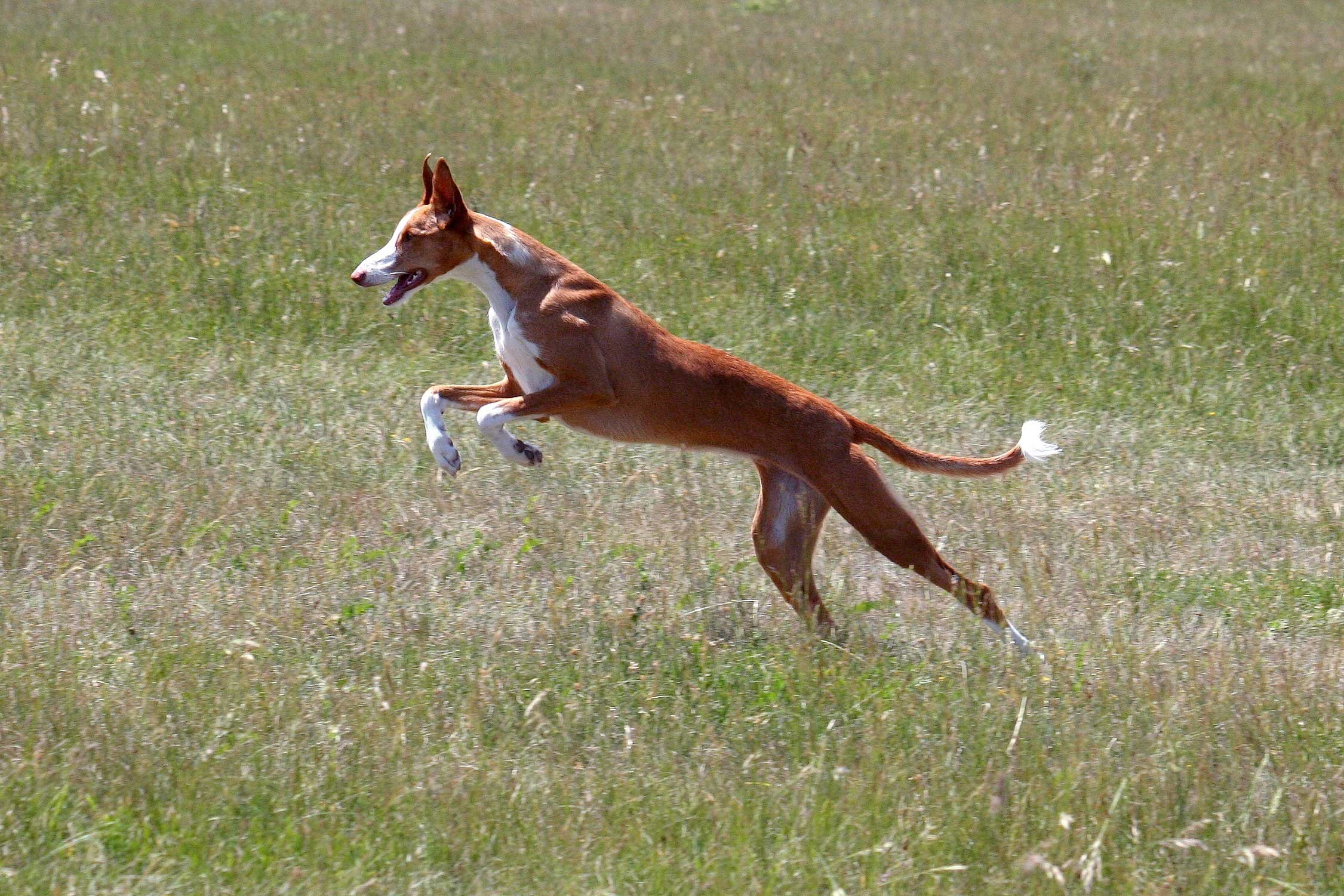
Cão podengo-ibicenco da Espanha

Pelo fenótipo da raça, fica claro que tem forte carga genética de galgos, porém ainda não está claro qual raça seria a sua antecessora, assim como não pode-se dizer que não descenda de outros tipos, como o dos podengos, muito comumente trazidos pelos portugueses, já que o fenótipo do veadeiro nacional, apesar de lembrar muito os galgos, não possui apenas características de galgos.
No ápice de popularidade do veadeiro nacional entre caçadores no meio rural, atribui-se a eles um trabalho de melhoramento genético da raça, com o objetivo de tornar o veadeiro nacional em um cão que tivesse seu faro ainda mais apurado, já que sua especialidade é a caça utilizando a visão e a velocidade. Com isto muitos veadeiros foram cruzados com cães de tipo sabujo, conhecidos no meio rural como americanos, com isto, o veadeiro nacional recebeu genes do rastreador brasileiro e do hound do Brasil, raças conhecidos como americano no meio rural, por terem semelhança física com seu ascendente o foxhound americano.
Devido a isto, além da melhora no faro, também pode-se observar que uma minoria de veadeiros nacionais tem colorações típicas de sabujos, como tricolores com branco ao fundo e marcações pretas e marrons, e até a coloração conhecida no meio cinófilo por “black and tan”, ou preto e castanho.
Raça muito comum no interior do sudeste do Brasil entre as década de 60 e década de 70, e também encontrada em outras regiões do Brasil, como o sul, o norte e o centro-oeste, mas sua maior população se concentrava sobretudo no interior dos Estados de Minas Gerais e de São Paulo.
O veadeiro nacional foi utilizado em larga escala por caçadores no meio rural, principalmente para a caça ao veado e a onça, onde perseguia a presa pelo rastro até o levante e depois a perseguia pela visão, destacando-se pela velocidade.
Um documento do século passado do Núcleo do Sul de Minas dos Criadores do Cavalo Mangalarga Marchador descreve as caçadas a cavalo com o veadeiro nacional desta forma:
“Era costume e ainda é  na região, a caça ao veado-campeiro, na qual se utilizam animais de andar mais equilibrado e velozes para acompanhar as matilhas da raça Nacional… O Nacional era um cão de caça amarelo ou vermelho, de pouca ou nenhuma pinta e de pouco faro, o que o obrigava a ser grande corredor, pois acompanhava a caça mais pelos olhos que pelo rastro. Também tinha… uivo fino e pouco expressivo. Por isso o caçador tinha de acompanhar de perto a caçada, o que não era fácil em região tão montanhosa.”

### Risco de extinção
A popularidade da raça passou a cair quando leis anticaça começaram a ser aprovadas e o seu cumprimento fiscalizado, com isto a atividade de caça declinou no Brasil, já que as caças esportiva e comercial passaram a ser proibidas. Logo o uso do veadeiro nacional diminuiu e junto com ele a sua popularidade, sendo hoje a raça considerada rara, sob forte risco de extinção.

## Fenótipo
Têm a semelhança de um galgo, membros musculosos, ventre recolhido, peito alto e largo, pernas finas, cabeça afilada, focinho comprido e pontudo, cauda longa, e ligeiramente recurva para cima, tendo alguns a causa empenachada. Podem ser brancos, vinagres, alvaças, vermelhos e pampas.
As principais características físicas dos veadeiros nacionais são o focinho alongado, cabeça e pernas compridas, ventre esgalgado, olhos pequenos e triangulares, orelhas semi-eretas e caídas lateralmente, pequena protuberância saliente no encontro entre a cabeça e a nuca, cauda naturalmente curta em muitos exemplares, mas não chegando a ser tão curta como no terrier brasileiro, e a maioria dos exemplares tem a coloração baia em tom igual à dos veados campeiros, e marcação de rugas na testa, quando em alerta, que lembra o rastro do veado.

## Temperamento
Cão de matilha, extremamente reservado com estranhos, precisa de grande área livre para viver de maneira saudável, não se adapta a quintais pequenos, é notória a preferência dos cães da raça pelo ambiente rural do que o urbano. Certa independência é característica da raça, por isso não é de acatar ordens ao primeiro comando, a não ser que sejam relacionadas à caça, que é a sua principal tarefa, onde demonstra extrema agilidade e persistência.

## Veadeiro Pampeano
Devido a semelhança, alguns acreditam que o veadeiro nacional é na verdade, apenas uma linha de sangue da raça veadeiro pampeano com características físicas mais adaptadas ao cerrado brasileiro. O princípio básico de diferenciação de raças é entre outros, a homogeneidade física do plantel, e o processo de diferenciação de raças, quando ao natural, se dá principalmente pela adaptação aos diferentes biomas em que os indivíduos de determinada espécie habitam.
As diferenças físicas de ambas as raças, são notórias, além da cor, já que entre os pampeanos predomina a cor branco, e entre os nacionais a cor baio, mas percebe-se claramente que entre os pampeanos a carga genética predominante é a de cães primitivos, já entre os nacionais é muito forte a carga genética de galgos.